# Wuchalu Xiang
Wuchalu Xiang (kinesiska: 五岔路, 五岔路乡) är en socken i Kina. Den ligger i provinsen Yunnan, i den sydvästra delen av landet, omkring 450 kilometer väster om provinshuvudstaden Kunming. Antalet invånare är 16 245. Befolkningen består av 7 576 kvinnor och 8 669 män. Barn under 15 år utgör 23,0 %, vuxna 15-64 år 68 %, och äldre över 65 år 7,0 %.
Genomsnittlig årsnederbörd är 1 577 millimeter. Den regnigaste månaden är juli, med i genomsnitt 440 mm nederbörd, och den torraste är januari, med 4 mm nederbörd.